# Ras (titula)
Ras (amharski: glava) je bio jedan od najviših plemićkih naslova na etiopskom carskom dvoru, vjerojatno potječe iz 16. stoljeća. Taj naslov mogli su nositi samo glavari najvećih etiopskih pokrajina, to je ujedno bio i najviši vojni čin, koji je mogao dati samo car. Čak su i neki visoki dostojanstvenici Etiopske pravoslavne tevahedo Crkve imali pravo nositi naslov ras. 
Tek od 19. stoljeća, titula ras se počela češće dodjeljivati i koristiti. Rasovi su imali velike ovlasti u području na kojem bi vladali, njihova moć dala bi se usporediti s europskim vojvodama. Najbliža etiopska plemićka titula do rasa bio je dejazmač. 
Za vrijeme vladavine cara Menelika II. samo su glavari značajnih pokrajina (i posebnih gradova); Harar, Selale, Arsi, Bale, Bedžemder Tigraj, Ilubabor, Kaffa, Velega, Volo, Jegu Vadla, Delanta, Davunt, Sedho, Varo, Meket, Zobil, Lasta i Godžam mogli nositi titulu ras. 
Ras je načelno mogao postati netko iz kruga etiopskih feudalnih obitelji, kao i članovi carske obitelji.
- I Rastafarijanstvo je izvedeno iz titule ras koju je car Haile Selasije nosio od rođenja, on se zvao Ras Tafari Mekonen.